# Mycomya brevifurcata
Mycomya brevifurcata är en tvåvingeart som beskrevs av Günther Enderlein 1910. Mycomya brevifurcata ingår i släktet Mycomya och familjen svampmyggor. Inga underarter finns listade i Catalogue of Life.